# Zoológico y Jardín Botánico Higashima
El Zoológico y Jardín Botánico Higashiyama en japonés: 東山植物園 Higashiyama Dōshokubutsuen es un zoológico y al mismo tiempo un jardín botánico que ocupa 27,37 hectáreas de extensión de una colina que domina la ciudad de Nagoya, en la prefectura de Aichi, Japón.

## Localización
Higashiyama Dōshokubutsuen 3 - 70 Higashiyama-motomachi, sector Chikusa-ku, de Nagoya 464-0804, Aichi-Ken Japón.
Planos y vistas satelitales.35°9′30″N 136°58′40″E / 35.15833, 136.97778
- Altitud: de 55 a 105 m s. n. m.
- Temperatura media anual: 15,4 °C
- Precipitaciones medias anuales: 1 564,6 mm

Está abierto todos los días excepto los lunes. Se cobra una tarifa de entrada.

## Historia
Fue inaugurado en 1937, y desde entonces ha sufrido varios incrementos de su superficie.
El zoológico de Higashiyama es una de las mayores atracciones de Asia, incluyendo un jardín botánico y un parque de atracciones. 

## El zoológico
El zoológico alberga a más de 125 especies de mamíferos, incluyendo osos, elefantes, jirafas, koalas, leones, y tigres, numerosos reptiles y aves. 
Los peces tropicales medaka que nadan en una space shuttle con uno de los astronautas de Japón.

## Colecciones del Jardín botánico

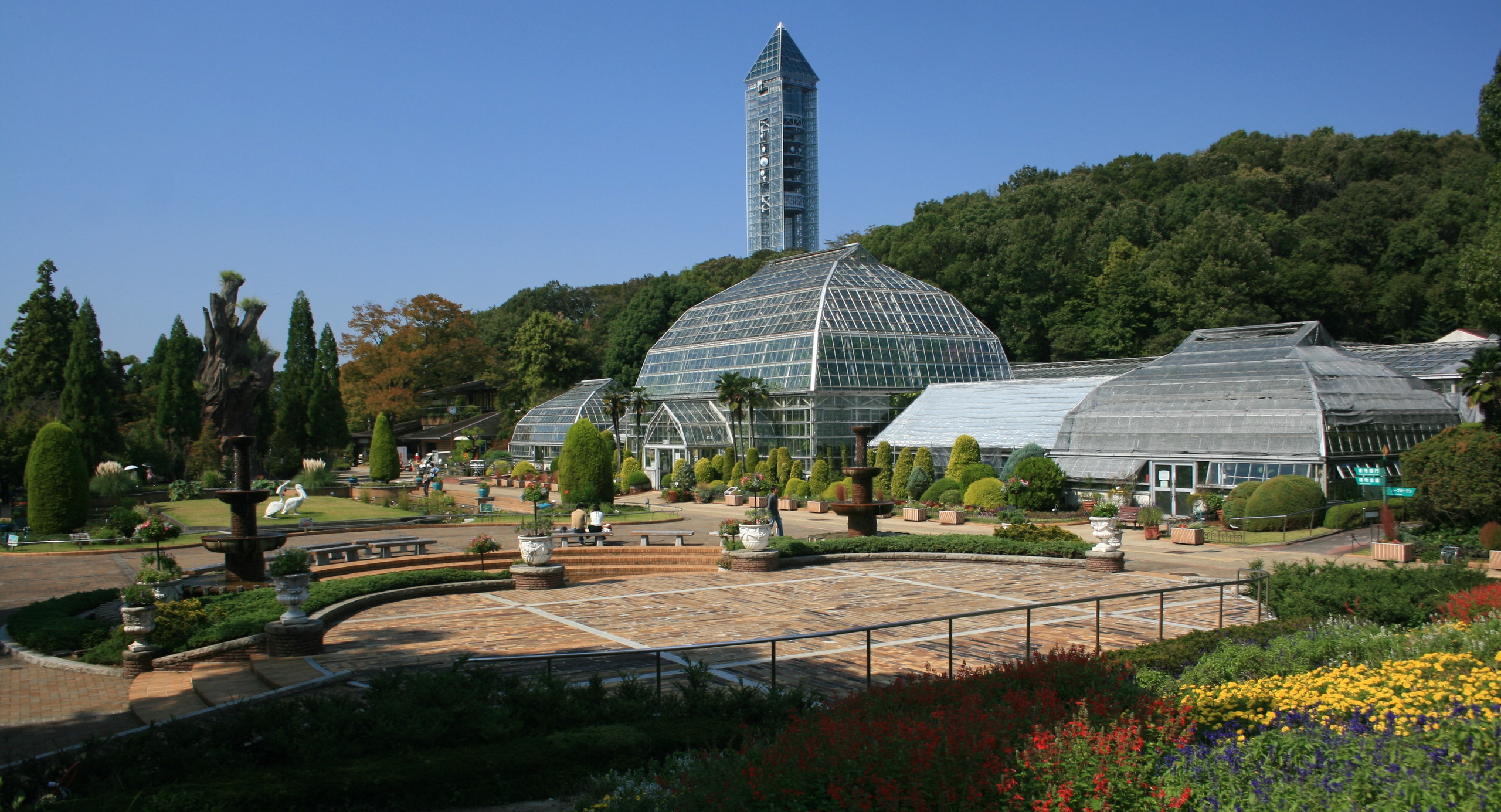
Invernaderos del jardín botánico, con la Torre de Higashiyama al fondo.

El Jardín Botánico es uno de los mayores de Japón con unas 7 057 especies (incluidas las especies hortícolas, que se encuentran agrupadas en:
- Plantas de Japón y de China, Rhododendron reticulatum, Heloniopsis orientalis, Davidia invalucrata, Helleborus orientalis, Corylopsis spicata, Stewartia monadelpha, Hydrangea macrophylla, Viburnum macrosephalum, Calanthe sieboldii, Hemerocallis cvs, Habenaria radiata, Saururus chinensis, Camellia, Chimonanthus praecox.
- Plantas del resto del continente asiático, Aeginetia indica
- Plantas amenazadas o en vías de extinción, Hamamelis japonica, Keiskea japonica,
- Plantas de uso medicinal, con numerosas especies de Salvia, Papaver,
- Rosaleda, con más de 200 especies diferentes.
- Rocalla,
- Arboretum, con numerosas especies de cerezos japoneses y ciruelos chinos con espectaculares floraciones que son visitados en esta época por los ciudadanos de Nagoya, tales como Prunus jama sakura, Prunus lannesiana cvs, o con otoños con una sinfonía de color, con unas 60 especies de Acer, con árboles como Acer pycnanthum, Acer amoenum, Acer palmatum
- Invernadero de plantas suculentas y cactus, Carnegiea gigantea,
- Invernadero de plantas tropicales, Victoria cruziana, Norantea guianensis, Clerodendrum　quadriloculare
- Invernadero de plantas subtropicales, con Strongylodon macrobotrys, Pyrostegia　venusta,

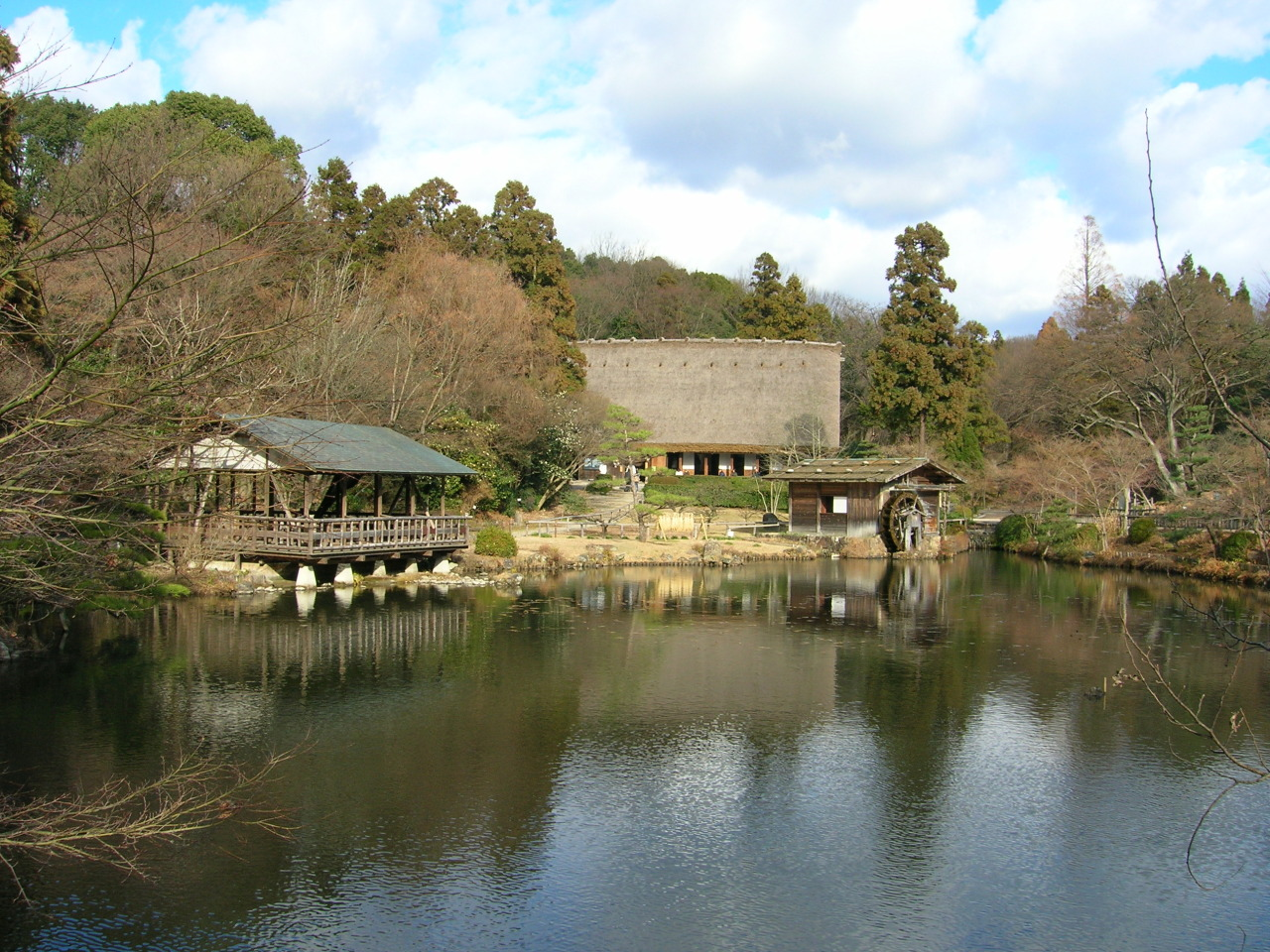
Casa de estilo « Gassho » en el jardín botánico de Higashiyama.

Algunas especies sobresalientes y raras:
- Magnolia stellata

Entre las especies de las plantas son de destacar las cuatro especies de plantas que fueron nombradas en honor de Keisuke Itō:
- Keiskea japonica Miq.
- Amitostigma keiskei Miq.
- Convallaria keiskei Miq.
- Angelica keiskei （Miq.）Koidz

- El museo Keisuko Ito, que reúne la colección de las obras originales, láminas, herbario, y objetos que utilizó en vida del padre de la Botánica del Japón, Keisuke Itō ( 1803-1901), que era oriundo de la ciudad de Nagoya.
- La Higashiyama Sky Tower proporciona a los visitantes una gran vista de Nagoya desde sus cabinas de observación, y ofrece los servicios de un restaurante a 100 metros de altura sobre el suelo.

En el año 2010, el zoológico de Higashiyama fue el segundo con más visitas al año de todo Japón, por detrás tan solo del "Ueno Zoo" en Tokio.